# Christof Jougon
Christof Jougon est un footballeur français international martiniquais né le 10 juillet 1995. Il évolue au poste de milieu offensif avec le Club franciscain en R1 Martinique et avec la sélection de la Martinique.

## Biographie
Après un baccalauréat scientifique, il réalise un DUT HSE à l'IUT de la Martinique de 2015 à 2017.

### Carrière internationale
Il dispute son premier match avec la sélection martiniquaise le 26 août 2014 à Gros Islet, contre Sainte-Lucie, en amical.
Il faut attendre 2016 pour le retrouver avec la sélection martiniquaise lors des éliminatoires de la Coupe caribéenne des nations 2017.

## Palmarès
- Champion de Martinique 2017